# Obereopsis aureosericea
Obereopsis aureosericea là một loài bọ cánh cứng trong họ Cerambycidae.